# De Havilland DH.80A Puss Moth
Le De Havilland DH.80A Puss Moth était un avion utilitaire léger monoplan triplace à aile haute, conçu et produit par le constructeur britannique de Havilland Aircraft Company entre 1929 et 1933. Il volait à une vitesse approchant les 200 km/h, faisant de lui l'un des avions privés les plus performants de son époque.

## Historique

### Conception et développement
Le prototype sans pilote DH.80, qui prit l'air pour la première fois en septembre 1929, fut conçu pour l'aviation privée, un mouvement alors florissant au Royaume-Uni. L'avion était un modèle effilé tout en bois, équipé du nouveau moteur à cylindres inversés De Havilland Gipsy III qui offrait une vue dégagée vers l'avant, sans la présence des têtes de cylindres protubérantes de l'ancien Gipsy II, qui était un moteur en étoile.
Après les tests effectués sur le prototype, l'avion fut redessiné avec un fuselage en tubes d'acier soudés recouverts de tissu, puis redésigné DH.80A Puss Moth. Le premier exemplaire de production vola en mars 1930 et fut rapidement envoyé effectuer un circuit promotionnel en Australie et en Nouvelle-Zélande. Les commandes arrivèrent rapidement, et 259 exemplaires furent assemblés pendant les trois années de production, se terminant en mars 1933. 25 exemplaires supplémentaires furent produits par De Havilland Canada. La plupart étaient équipés du De Havilland Gipsy Major (en) de 130 ch (97 kW), qui donnait à l'avion des performances légèrement accrues.
Le Puss Moth fut remplacé sur les lignes de production, à Stag Lane puis Hatfield, par le DH.85 Leopard Moth qui, grâce à son fuselage en contreplaqué, était à la fois plus économique à produire et plus léger. Grâce à cette légèreté, le Leopard Moth avait de meilleures performances que son aîné, bien qu'utilisant le même moteur Gipsy Major, à la puissance assez modeste.

### Défauts de conception
Tôt dans sa carrière, le DH.80A fut victime d'une série d'accidents mortels, le plus célèbre étant celui de l'aviateur australien Bert Hinkler lors de sa traversée des Alpes à bord de l'appareil immatriculé CF-APK, le 7 janvier 1933. La cause du crash fut finalement attribuée à un battement induit par des turbulences (en anglais : « flutter »), menant à la casse des ailes. Ce grave défaut fut ensuite corrigé en renforçant le support avant et l'attache des ailes avec le fuselage.
Un exemplaire prit part au 4e Challenge de tourisme international, se tenant à Varsovie pendant les mois d'août et septembre 1934, mais dut abandonner dans les dernières étapes à cause d'un problème moteur.

## Histoire opérationnelle

### Un avion à emploi multiples
La plupart des DH.80A furent utilisés comme avions privés, mais de nombreux appareils furent également utilisés commercialement par de petites sociétés charter pour le transport de passagers ou de courrier. L'avion avait normalement de la place pour deux personnes — le pilote et un passager —, mais en utilisation commerciale deux passagers pouvaient être emmenés à bord, par le biais de deux sièges légèrement décalés, le passager le plus à l'arrière ayant alors ses jambes placées sur les côtés du passager le plus à l'avant (un peu comme sur une moto). Les ailes pouvaient être repliées vers l'arrière pour diminuer l'encombrement de l'avion sur les parkings ou dans les hangars. Elles pivotaient autour de charnières installées sur la racine du longeron arrière de l'aile et à la racine du support en V soutenant l'aile. Ce système fut également utilisé sur de nombreux autres avions légers conçus par De Havilland à cette période.
Les appareils civils encore utilisables furent saisis et intégrés au service de la Royal Air Force pendant la Seconde Guerre mondiale, étant alors affectés à des missions de liaison. Quelques-uns ont survécu et existent encore de nos jours.

### Vols de records
Au début des années 1930, des DH.80A furent utilisés pour effectuer de nombreux vols de records. Au début de l'année 1931, Nevill Vintcent (en) réalisa le premier vol reliant l'Angleterre à Ceylan, dans l'appareil immatriculé G-AAXJ. En juillet et août 1931, Amy Johnson, avec son copilote Jack Humphreys, effectua un vol de huit jours vers Moscou et Tokyo dans l'appareil immatriculé G-AAZV, nommé « Jason II », réalisant l'étape vers Moscou en un jour. Plus tard en 1931, l'Australien Bert Hinkler pilota un exemplaire de construction canadienne, le CF-APK, lors d'une série de vols importants incluant New York City–Jamaïque, Jamaïque–Venezuela, et un vol de 22 heures de l'ouest vers l'est traversant l'Atlantique sud, qui fut le deuxième vol transatlantique de l'Histoire.
En novembre 1931, Peggy Salaman, une Londonienne de 19 ans, s'installa dans l'exemplaire immatriculé G-ABEH, nommé « Good Hope », pour battre le record du vol de Londres vers Le Cap. Elle y parvint, atteignant Le Cap à 5 h 40 du matin avec Gordon Store, son copilote et navigateur, battant le précédent record établi par Glen Kidston de plus d'une journée.
Le plus célèbre des Puss Moths de records fut celui de Jim Mollison, immatriculé G-ABXY et portant le nom « The Heart's Content », qui réalisa la première traversée de l'Atlantique sud dans le sens est–ouest de l'aéroport de Lympne au Royaume-Uni à Natal, au Brésil, en février 1933. Amy Johnson, son épouse, réalisa des vols de records entre l'Angleterre et Le Cap à bord du G-ACAB nommé « Desert Cloud », en 1932,,. C.J. Melrose vola à bord du VH-UQO, nommé « My Hildegarde », pour la MacRobertson Air Race de 1934. Il termina septième au classement général et deuxième au handicap, avec un temps de dix jours et seize heures.

## Versions
- DH.80 : Prototype, équipé d'un moteur De Havilland Gipsy III de 120 ch (89 kW) ;
- DH.80A Puss Moth : Version de production, à deux ou trois places, généralement équipée d'un De Havilland Gipsy Major (en) de 130 ch (97 kW).

## Utilisateurs
- Australie :
  - Marshalls Airways.
- Congo belge :
  - Force Publique.
- Canada :
  - Royal Canadian Air Force.

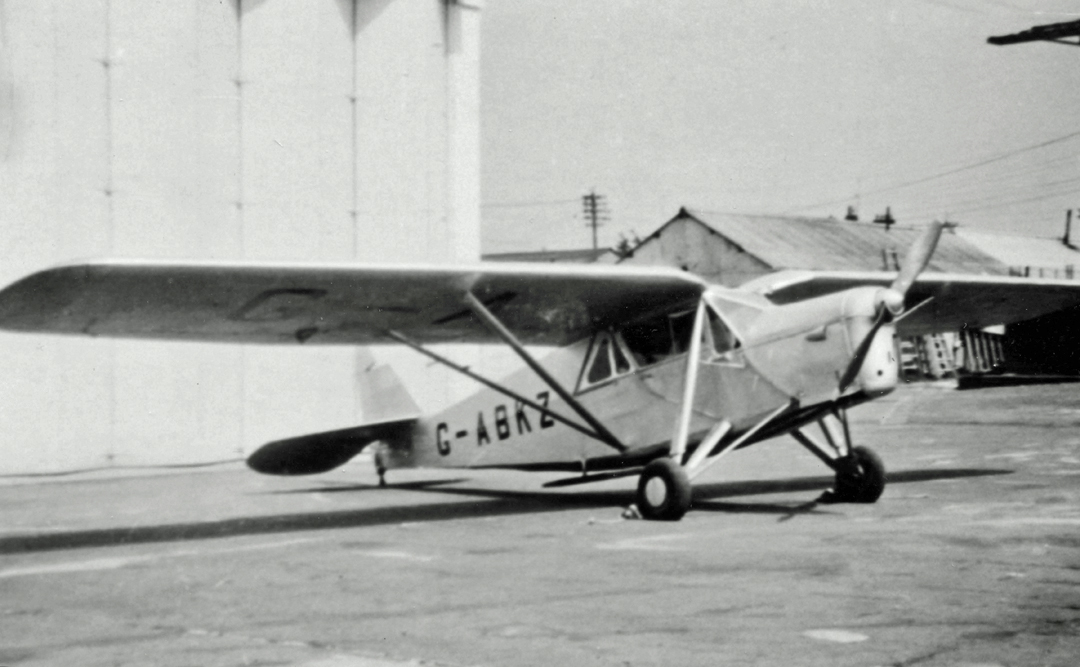
Avion-taxi DH.80A de l'East Anglian Flying Services à l'aéroport de Manchester, en juin 1948.

- État indépendant de Croatie :
  - Force aérienne de l'État indépendant de Croatie (en).
- Reich allemand :
  - Luftwaffe (en petits nombres)[6].
- Inde :
  - Air India[7].
- Irak :
  - Force aérienne irakienne.
- Nouvelle-Zélande :
  - Royal New Zealand Air Force :
    - No. 42 Squadron RNZAF (en).
- Afrique du Sud :
  - South African Air Force ;
  - Union Airways.
- Deuxième république espagnole :
  - LAPE.
- État espagnol :
  - Force aérienne espagnole[8].
- Royaume-Uni
  - Aberdeen Airways
  - Air Commerce
  - Air Taxis
  - Birkett Air Service
  - British Air Navigation
  - East Anglian Flying Services
  - Royal Air Force :
    - No. 510 Squadron RAF (en).

  - Royal Navy : Un avion réquisitionné.
- États-Unis :
  - United States Navy : Un exemplaire utilisé par l'ambassade des États-Unis à Londres.
- Royaume de Yougoslavie :
  - Aeroput (en).

## Spécifications techniques (DH.80)

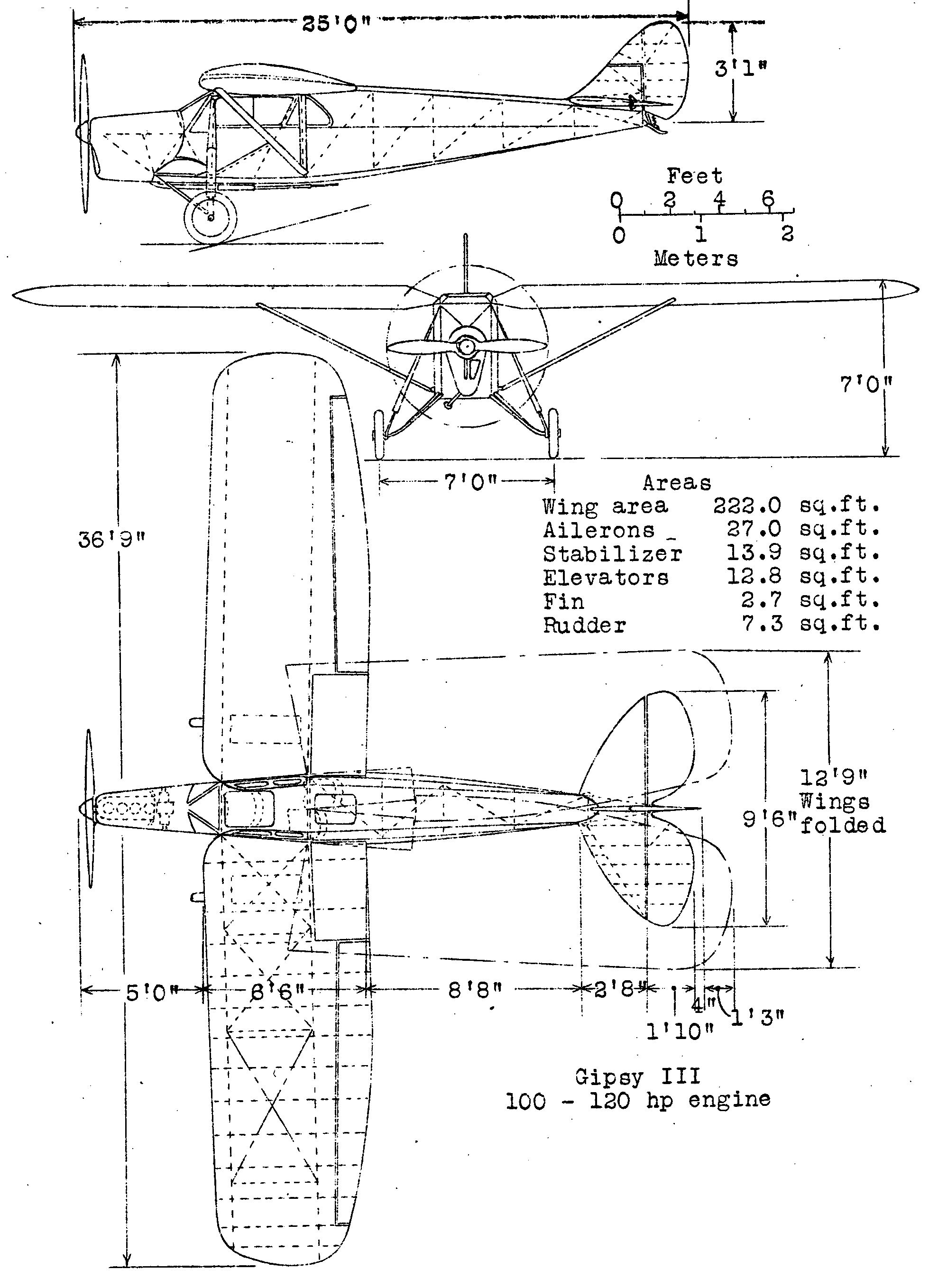
De Havilland Puss Moth

Données de British Civil Aircraft Since 1919: vol. 2
Caractéristiques générales
- Équipage : 1 pilote
- Capacité : 1 ou 2 passager(s)
- Longueur : 7,6 m
- Envergure : 11,2 m
- Hauteur : 2,1 m
- Surface alaire : 20,6 m2
- Masse à vide : 575 kg
- Masse typique : 932 kg (Texte en gras)
- Moteur : 1   Moteur à pistons à 4 cylindres en ligne inversés refroidis par air De Havilland Gipsy III de 120 ch (97 kW)

 Performances 
- Vitesse maximale : 196 km/h
- Distance franchissable : 483 km
- Plafond : 3 335 m
- Vitesse ascensionnelle : 192 m/min
- Charge alaire : 27,91 kg/m2
- Rapport poids-puissance : 4,79 kg/kW